# Náberezhni (Staromínskaya, Krasnodar)
Náberezhni (del ruso: Набережный) es un jútor del raión de Staromínskaya del krai de Krasnodar, en Rusia. Está situado en la orilla izquierda del río Sosyka, afluente del río Yeya, frente a Vesioli, 11 km al sureste de Staromínskaya y 160 km al norte de Krasnodar, la capital del krai. Tenía 22 habitantes en 2010.
Pertenece al municipio Kúibyshevskoye.